# Tiffany Espensen

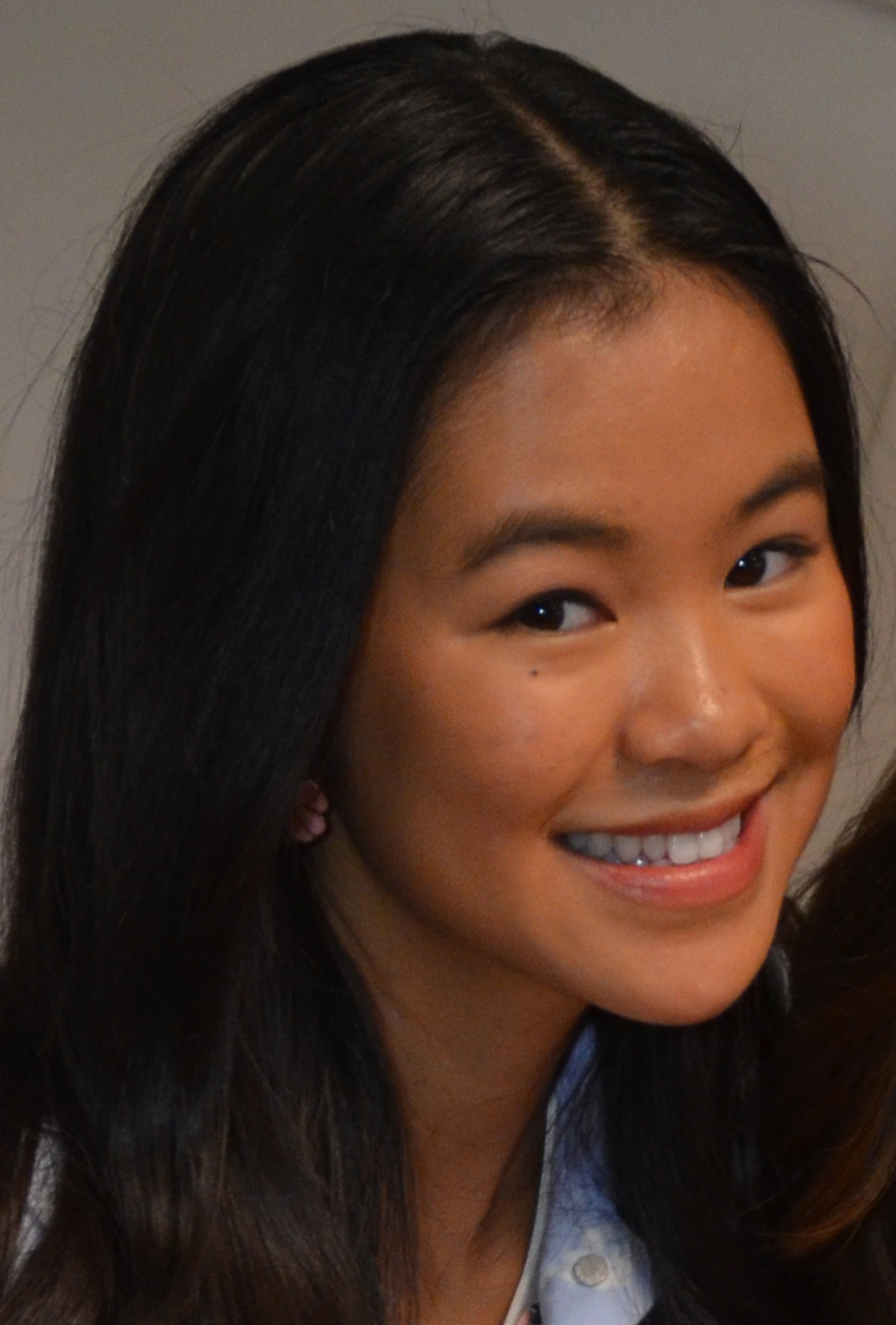
Tiffany Espensen

Tiffany Espensen (* 10. Februar 1999 in Lianjiang, China) ist eine US-amerikanische Schauspielerin, die gebürtig aus China stammt. Bekannt wurde sie durch ihre Rolle als Piper Peckinpaw in der Nickelodeon-Serie Bucket & Skinner.

## Leben
Espensen wurde am 10. Februar 1999 in Lianjiang geboren und daraufhin von ihren US-amerikanischen Eltern adoptiert. Sie begann ihre Karriere als Schauspielerin im Alter von neun Jahren durch erste Auftritte in Fernsehserien wie Hannah Montana und Criminal Minds. Aktuell spielt sie in der Disney-Channel-Serie Kirby Buckets die Rolle der Belinda.
2017 übernahm sie in der Marvel-Cinematic-Universe-Verfilmung Spider-Man: Homecoming die Rolle der Highschool-Schülerin Cindy Moon. Diese Rolle übernahm sie auch 2018 in dem Film  Avengers: Infinity War.

## Filmografie (Auswahl)
Filme
- 2010: Repo Men
- 2011: Hop – Osterhase oder Superstar? (Hop)
- 2014: Terry the Tomboy (Fernsehfilm)
- 2014: Earth to Echo – Ein Abenteuer so groß wie das Universum (Earth to Echo)
- 2015: R.L. Stine – Geisterstadt: Kabinett des Schreckens (R.L. Stine's Monsterville: The Cabinet of Souls, Fernsehfilm)
- 2017: Spider-Man: Homecoming
- 2018: Avengers: Infinity War

Fernsehserien
- 2007: Hannah Montana
- 2007–2011: Phineas und Ferb (Phineas and Ferb)
- 2008: Criminal Minds
- 2008: Navy CIS (NCIS)
- 2008: Leverage
- 2008: Schatten der Leidenschaft (The Young and the Restless)
- 2009: True Jackson (True Jackson, VP)
- 2009: Zeke und Luther (Zeke and Luther)
- 2009: Spezialagent Oso (Special Agent Oso)
- 2009: Lie to Me
- 2010: The Boondocks
- 2011: Dr. House (House)
- 2011–2013: Bucket & Skinner (Bucket & Skinner’s Epic Adventures)
- 2013: Meine Schwester Charlie (Good Luck Charlie)
- 2014–2017: Kirby Buckets